# استفانیا گورسکا
استفانیا گورسکا (لهستانی: Stefania Górska؛ ‏ ۶ ژانویهٔ ۱۹۰۷ – ۳ اوت ۱۹۸۶) بازیگر، خواننده و هنرمند رقص اهل لهستان بود.
از فیلم‌ها یا مجموعه‌های تلویزیونی که وی در آن‌ها نقش داشته است می‌توان به دختر ژنرال پانکراتوف و اسباب‌بازی اشاره نمود.